# Colleen Wing
Colleen Wing è un personaggio dei fumetti creato da Doug Moench (testi) e Larry Hama (disegni), pubblicato dalla Marvel Comics. La sua prima apparizione avviene in Marvel Premiere (vol. 1) n. 19 (novembre 1974).
Discendente da una lunga dinastia di samurai, Colleen Wing è un'esperta praticante di arti marziali ed un'investigatrice privata partner di Misty Knight.

## Biografia del personaggio

### Origini
Nata a New York dal professore di storia orientale Lee Wing e da Azumi Ozawa, una donna giapponese discendente da una stirpe di samurai e daimyō, Colleen viene mandata in Giappone dopo che un malvivente uccide sua madre e, su richiesta del padre, viene presa in custodia dal nonno materno, l'ex-capo dei servizi segreti giapponesi Kenji Ozawa, che la cresce sui monti dell'isola di Honshū insegnandole le pratiche di arti marziali e combattimento con la katana tramandate da generazioni nella sua famiglia.
Tornata a New York per far visita al padre, la giovane conosce e collabora con Pugno d'acciaio decidendo poi di stabilirsi nella città ma, qualche tempo dopo, si trova nel mezzo di una guerra tra bande nell'Upper West Side e viene salvata da Misty Knight, un'agente del NYPD che diviene la sua migliore amica e con cui, dopo che essa si dimette dalla polizia per via dell'amputazione del braccio destro (sostituito con uno bionico), fonda un'agenzia investigativa privata: la Knightwing Restorations, venendo soprannominate, per il loro talento nelle arti marziali, "Le Figlie del Drago".

### Figlie del Drago
Specializzatesi in casi di persone scomparse, Colleen e Misty divengono collaboratrici regolari di Pugno d'acciaio contribuendo al primo incontro di quest'ultimo con Luke Cage ed alla conseguente nascita della loro amicizia che li porta a fondare gli Eroi in vendita. Dopo aver brevemente frequentato l'X-Men Ciclope, allora convinto che la sua amata Jean Grey fosse morta, Colleen è stata sentimentalmente legata all'attore Bob Diamond, membro del gruppo di artisti marziali chiamati "Figli della Tigre".
Oltre alla collaborazione abituale con gli Eroi in vendita, le Figlie del Drago affrontano vari supercriminali al fianco di X-Force e Pantera Nera dopodiché smascherano il tentativo di una ricca magnate newyorkese di diffondere un virus informatico capace di affossare l'intera economia globale.

### Civil War
Durante la guerra civile dei superumani Tony Stark e Reed Richards offrono a Colleen Wing e Misty Knight di fondare una nuova squadra di Eroi in vendita assieme a Tarantula, Shang-Chi, Humbug, Orka, la Gatta Nera e Paladin per dare la caccia agli eroi contrari alla registrazione, le due accettano ferendo profondamente Luke e Danny, schieratisi apertamente contro la registrazione sia prima che dopo il conflitto.

### Shadowland
Dopo l'attacco a Manhattan di Hulk Colleen rimane a lungo traumatizzata dall'evento e gli Eroi in vendita si sciolgono; tempo dopo Devil assume il controllo della Mano e la contatta rivelandole che sua madre è stata a sua volta un membro della setta ninja, cosa che spinge Colleen ad unirsi brevemente alla Mano, salvo poi tradirla.

## Poteri e abilità
Colleen Wing è un'abile detective e un'esperta di combattimento corpo a corpo finemente addestrata nelle arti marziali e nelle tecniche di spada (Kenjutsu) tradizionali dei samurai giapponesi; Colleen è una spadaccina tanto abile da riuscire ad affrontare anche più avversari senza il minimo sforzo. Dopo aver subito un lavaggio del cervello ed essere stata riportata alla ragione da Pugno d'acciaio tramite l'instaurazione di un legame mistico, la ragazza ha acquisito tutti i ricordi di quest'ultimo inerenti alle arti marziali di K'un L'un ed al controllo del ki (氣), abilità che sfrutta per incrementare le proprie capacità fisiche, accelerare la guarigione delle ferite o ridurre le proprie funzioni corporee per sopravvivere in condizioni estreme.
Brandisce un'innominata katana di 1000 anni ereditata da suo nonno.

## Altre versioni

### Era di Apocalisse
Nella realtà distopica de L'era di Apocalisse, Colleen è una dei numerosi umani costretti a vivere sottoterra da Apocalisse; viene infestata dagli alieni della Covata e uccisa da Misty Knight.

### House of M
Nella realtà alternativa di House of M, Colleen è un membro dei Draghi, banda guidata da Shang-Chi e alleata dei "Vendicatori" di Luke Cage.

### Ultimate
Nell'universo Ultimate, Coleen Wing è la moglie di Danny Rand.

### Terra 13584
Sulla realtà alternativa di Terra 13584, Colleen è un membro della gang dell'Uomo Ragno.

## Altri media

### Televisione
- Colleen Wing, interpretata da Jessica Henwick[31], compare nelle serie televisive MCU Iron Fist, The Defenders e nella seconda stagione di Luke Cage.[32] Arrivata a New York, è abile nella arti marziali, nel Kung Fu e nell'uso della katana di famiglia. Si mantiene con il Chikara Dojo, una palestra dove insegna e ospita i ragazzi di strada offrendo lezioni di arti marziali e corsi di difesa personale, corsi seguiti anche da Claire Temple. Danny Rand ci capita per caso e inizia una strana relazione con Colleen. Allieva di Bakuto, patteggia per la Mano fino a quando Danny riesce a mostrargli la reale crudeltà della setta, cosa che la porta al tradirla. Questo scatena l'ira di Bakuto che tenta di riportarla tra le sue file, ma fallisce e viene ucciso dalla stessa Colleen. In The Defenders da supporto a Danny, Luke, Misty e Claire ospitandoli al Dojo e infine anche a Matt e Jessica quando sotto le fondamenta di Midland Circle si scatena la battaglia contro le 5 dita della Mano, occasione in cui uccide definitivamente il resuscitato Bakuto. Nella seconda stagione di Luke Cage approfondisce la sua relazione amichevole con Misty Knight e nella seconda stagione di Iron Fist diventa ufficialmente la ragazza di Danny e la sua partner nel proteggere il quartiere di Chinatown. Alla fine della serie eredita i poteri dell'Iron Fist divenendo un'eroina dotata a tutti gli effetti, tanto che in poco tempo riesce a trasmettere il potere del Fist anche attraverso la katana.

### Videogiochi
- Il personaggio ha un cameo in Ultimate Marvel vs. Capcom 3.
- Nel MMORPG Marvel Heroes, compare Colleen Wing.
- Colleen Wing è un personaggio giocabile in Marvel: Avengers Alliance.